# Thrypticomyia apicalis apicalis
Thrypticomyia apicalis apicalis is een ondersoort van de tweevleugelige Thrypticomyia apicalis uit de familie steltmuggen (Limoniidae). De soort komt voor in het Oriëntaals gebied.